# 성우운수
성우운수(星宇運輸)는 경기도 수원시의 시내버스 운송 업체이다. 본사는 경기도 수원시 권선구 서수원로 11 (오목천동)에 있으며, 계열사로는 삼경운수가 있다.

## 역사
2002년 6월 27일에 삼경운수가 구 용일여객 (2006년 최종 부도처리, 현재는 인강여객으로 사명 변경 됨) 수원 영업소를 인수하여 자회사로 설립하였고, 2004년에는 삼경운수의 도시형버스 노선들을 모두 이관받았다. 2015년 8월 13일 일반좌석버스 900번이 도시형버스로 형간전환되었다.

## 현황
2021년 1월 기준이다.
| 운행업체 | 보유 노선수 | 보유 노선수 | 보유 노선수 | 보유 노선수 | 보유 노선수 | 등록 대수 | 등록 대수 | 등록 대수 | 등록 대수 | 등록 대수 |
| -------- | ----------- | ----------- | ----------- | ----------- | ----------- | --------- | --------- | --------- | --------- | --------- |
| 운행업체 | 노선 합계   | 광역급행    | 직행좌석    | 일반좌석    | 시내일반    | 대수 합계 | 광역급행  | 직행좌석  | 일반좌석  | 시내일반  |
| 성우운수 | 6           | -           | 2           | -           | 4           | 111       | -         | 25        | -         | 86        |

## 운행 노선

### 도시형버스
- ● 300-1번: 파장동 - 한일타운 - 창룡문 - KBS 수원센터 - 수원종합버스터미널 - 병점역 (전기 저상버스 운행, 경기도 공공관리제 노선)
- ● 301번:  수월암리차고지 - 서탄면행정복지센터 - 진위역 - 오산역 - 병점역 - 세류역 - 수원역 - 장안문 - 파장동 - 이목동 - 동원고등학교 - 고천동 - 호계사거리 - 범계역 - 안양시청 <저상버스 운행> (삼경운수에서 이관받은 노선이다.) (경기도 공공관리제 노선)
- ● 310번: 경희대학교 - 영통역 - 망포역 - 수원종합버스터미널 - 수원역 - 장안문 - 수원종합운동장 - 한일타운, 경기일보, 홈플러스 북수원점 - 한국가스안전공사 - 파장동삼익A - 장안힐스테이트 - 동원고등학교 (삼경운수에서 이관받은 노선이다.)
- ● 900번: 경희대학교 - 망포역 - 수원종합버스터미널 - 수원역 - 장안문 - 수원종합운동장 - 파장동 - 고천동 - 호계사거리 - 비산사거리 - 대림대학교 - 관악역 - 석수역 - 시흥사거리 - 금천구청 - 서울문성초등학교 - 구로디지털단지역 - 보라매공원 <저상버스 운행> (2015년 8월 13일 일반좌석버스에서 도시형버스로 형간전환)

### 직행좌석버스
- ● 4000번: 사송동공영차고지 - 여수동 - 성남시청 - 야탑역 - 성남종합버스터미널 - 이매역 - 서현역 - 판교역 - 판교신도시 - 서판교 나들목 - 용인서울고속도로 - 광교상현 나들목 - 경기대학교 후문 - 수원월드컵경기장 - 아주대학교 - 뉴코아 동수원점 - 수원시청역 - 갤러리아백화점 수원점 - 수원버스터미널 (성남시내버스와 공동배차하였으나 2021년 1월 11일부터 단독 배차로 변경)
- ● 9090번(구. 909번): 수원역 - 서수원시외버스터미널 - 상록수역 - 안산종합버스터미널 - 안산시청 - 원곡동 - 안산역 (2015년 7월 1일 시화구간 단축)

## 이전 운행 노선

### 도시형버스
- ● 303번: 수원역 - 수원종합버스터미널 - 망포역 - 신영통 - 병점역 - 서동탄역 - 이마트 동탄점 <2015년 5월 26일 폐선>
- ● 303-1번: 서정리 - 동탄신도시 (2007년 9월 303번에서 분리 개통 예정이었으나,[2] 인가만 받고 운행하지 아니함)
- ● 305번: 하북차고지 - 오산역 - 오산대학 - 병점역 - 세류역 - 수원역 - 수원여자고등학교 - 장안문 - 동원고 - 고천동 - 호계사거리 - 범계역
- ● 311번: 수원역 - 세류사거리 - 세류역 - 병점역 - 세마역 - 죽미마을 - 금암마을 - 오산대역 <2015년 5월 26일 폐선>
- ● 500번: 영통동 - 영통동 입구 - 동수원사거리 - 수원종합운동장 - 고천동 - 호계사거리 - 관악역 - 석수역 - 구로디지털단지역
- ● 501번: 세류역 - 수원종합버스터미널 - 동수원사거리 - 수원종합운동장 - 이목동

### 일반좌석버스
- ● 900-1번: 경희대학교 - 수원역 - 구운동 - 동남보건대학교 - 이목동 - 고천동 - 범계사거리 - 관악역 - 석수역 - 구로디지털단지역
- ● 900-2번: 경희대학교 - 수원역 - 이목동 - 고천동 - 범계사거리 - 관악역 - 광명역

## 보유 차량

#### 우진산전
- 우진산전 아폴로 900
- 우진산전 아폴로 1100

#### 현대자동차
- 현대 그린시티
- 현대 뉴 슈퍼 에어로시티
- 현대 유니시티
- 현대 유니버스 스페이스 엘레강스

## 사진

수원시내버스 300-1번
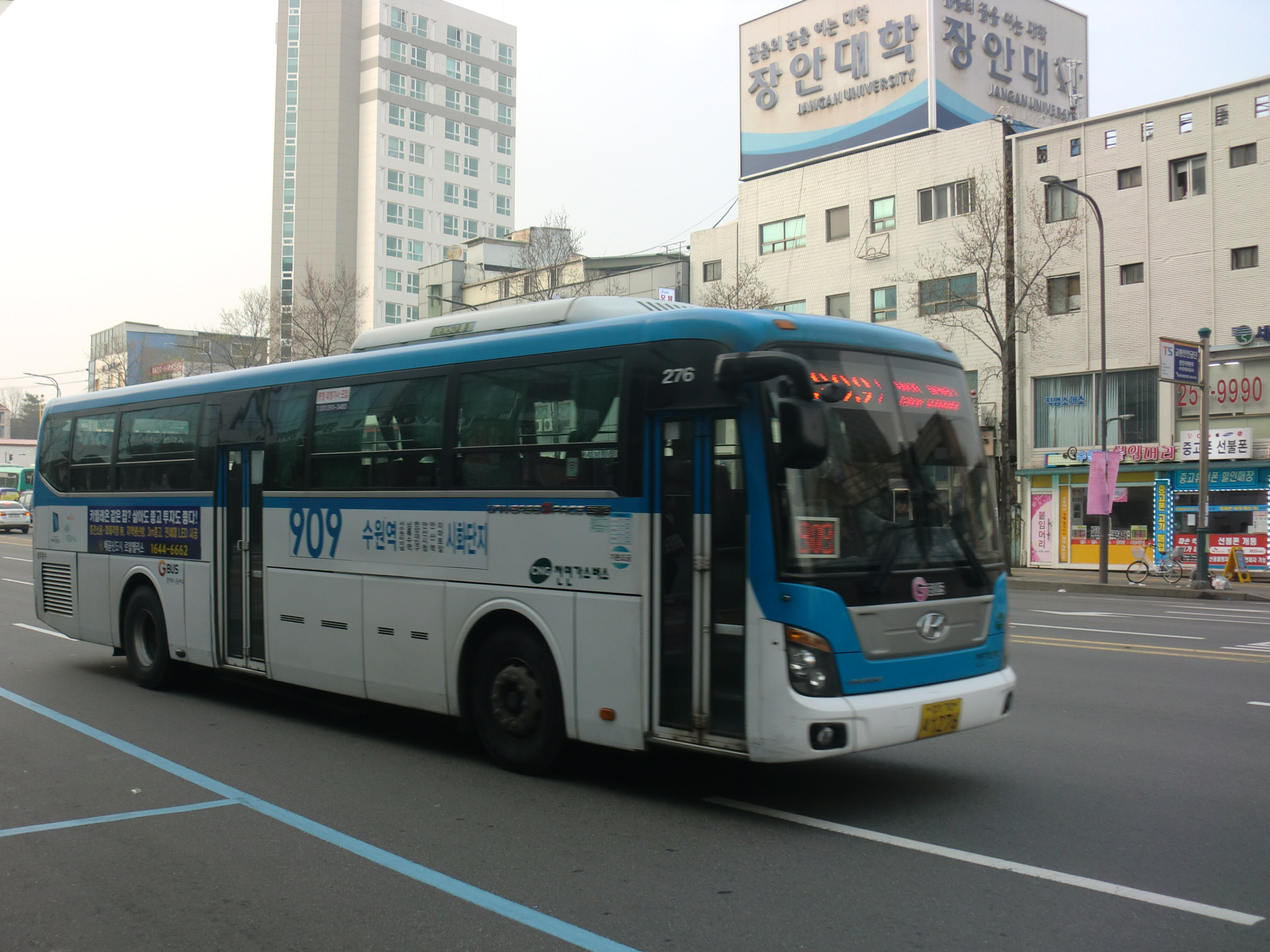
수원시내버스 909번